# 服部駅 (石川県)
服部駅（はっとりえき）は、石川県石川郡鳥越村河合（現・白山市河合町）にかつてあった、北陸鉄道金名線の駅（廃駅）である。

## 歴史

### 年表
- 1955年（昭和30年）12月10日：開業。当時は列車交換可能駅だった[1]。
- 1970年（昭和45年）4月1日：列車交換機能を廃止し棒線駅化、無人駅化[1]。利用客の減少もあり、晩年は大半の列車が通過していた[1]。
- 1984年（昭和59年）12月12日：手取川橋梁が危険な状態となったことにより、加賀一の宮 - 白山下間の金名線全線が休止、それにより当駅も休止。
- 1987年（昭和62年）4月29日：金名線は営業再開することなく全線廃止、それにより廃駅。

### 駅名の由来
「服部」の名は、良質の陶石を産出していた「服部鉱山（辰口町）｣の名にちなんでおり、陶石を全国に向けて出荷していた。駅近辺には手取川対岸の河内村福岡へ架かる福岡橋があり、同村からの乗降客も多かった（瀬木野駅#まぼろしの「手取福岡駅」参照のこと）。

## 駅構造
開業当初は列車交換可能駅（閉塞取扱駅）であったが、最終時は単式ホーム1面1線の無人駅だった。

## 利用状況
1984年（昭和59年）の乗降客数は、一日平均0人であった。

## 服部鉱山と服部駅
服部鉱山は1930年（昭和5年）に、根上町出身の岡元静二が創業した服部鉱業株式会社（現・ハットリ株式会社）が本格的に採掘を始めた鉱山である。同鉱山は谷奥の交通不便なところにあるため、当初は2.7 kmも離れた北陸鉄道能美線の加賀佐野駅まで荷車や馬車で運び出荷していた。しかし山越えして鳥越側から出したほうが近いとして、1935年（昭和10年）に鳥越村河合まで1200 mの玉村式単線木索道を架設し、河合から馬車で加賀一の宮駅まで運び、貨車で出荷するようになった。その後、服部陶石の優秀さが認められ量産化が進んだので、1944年（昭和19年）に当駅横に砕石・選鉱場を設け、専用側線をひいて搬出の能率化を図ったのであった。

現在、陶石の出荷は、辰口側より加賀産業道路を用いて行われている。

## 隣の駅
北陸鉄道
金名線
瀬木野駅 - 服部駅 - 加賀河合駅